# Axel von Rehekampff
Karl Axel Erwin von Rehekampff (Rufname Axel; * 10. September 1879 in Carmel auf dem Großenhof; † 14. Dezember 1953 in Darmstadt) war ein estländischer Landespolitiker, Kaufmann und Landwirt auf Ösel.

## Leben
Karl v. R. besuchte das Gymnasium in Arensburg und studierte Chemie, Landwirtschaft und Politische Ökonomie an den Universitäten in Berlin, Halle und Jena. 1901 promovierte er über die „Wirtschaftsbeziehungen zwischen den Inseln West-Estlands“ zum Doktor der Philosophie (Dr. phil.). Ab 1902 bewirtschaftete er das Gut Feckerort und erforschte die Akklimatisierung von Obstsorten aus Mitteleuropa sowie von Nadelhölzern in Estland. Er gründete die erste Obstbaumschule  auf der estnischen Insel Ösel und unterstützte den Verkauf von Obstbäumen auf das estnische Festland. Gleichzeitig begann er mit der Erschließung der nordöstlichen Küste Ösels und förderte den Sommeraufenthalt für Erholungssuchende. Vom 24. Februar 1914 bis zum 5. September 1915 wurde er zum Bürgermeister von Arensburg berufen und leitete als Direktor die Arensburger Filiale der Rigaer Kommerzbank.
1915 wurde er nach Sibirien entsandt und kehrte nach dem Friedensvertrag von Brest-Litowsk 1918 nach Arensburg zurück. Von der deutschen Militärregierung auf den baltischen Inseln wurde er 1918 erneut als Bürgermeister von Arensburg eingesetzt. Er war im Vereinigten Baltischen Herzogtum Mitglied im Baltischen Landesrat und Delegierter beim Reichskanzler Graf Georg von Hertling. Seit 1919 war er in Deutschland und beschäftigte sich als Kaufmann, er wurde 1922 in Deutschland eingebürgert und starb 1953 in Darmstadt.

## Herkunft und Familie
Karl Axel v. R. stammte aus der niedersächsischen Adelsfamilie Riesenkampff genannt Rehekampff, die seit circa 1600 auf Ösel ansässig war. Sein Vater war der estländische Landrat Karl Hans Alexander von Rehekampf (1846–1925), Herr auf Mento und Parrasmetz, der mit Katharina Emilie von Rennenkampff (1850–1937) verheiratet war. Sein Bruder war der Lepidopterologe Elmar Wilhelm Georg von Rehekampff (1869–1941). Karl Axel Erwin v.R. heiratete 1902 Margherita von Ekesparre aus dem Hause Kangern auf Ösel (* 1883 in Kangern; † 1972 in Darmstadt). Ihr Sohn Günther von Rehekampff wurde 1903 geboren und lebte in Königsberg.